# Rhipha flavoplaga
Rhipha flavoplaga là một loài bướm đêm thuộc phân họ Arctiinae, họ Erebidae.